# Goussainville (Eure-et-Loir)
Goussainville è un comune francese di 1 276 abitanti situato nel dipartimento dell'Eure-et-Loir nella regione del Centro-Valle della Loira.
È stato creato il 1º gennaio 2015 dalla fusione tra il vecchio comune di Goussainville con il comune di Champagne.
Il suo territorio è bagnato dal fiume Vesgre, subaffluente della Senna attraverso il fiume Eure.

## Società

### Evoluzione demografica
Abitanti censiti